# OPINION

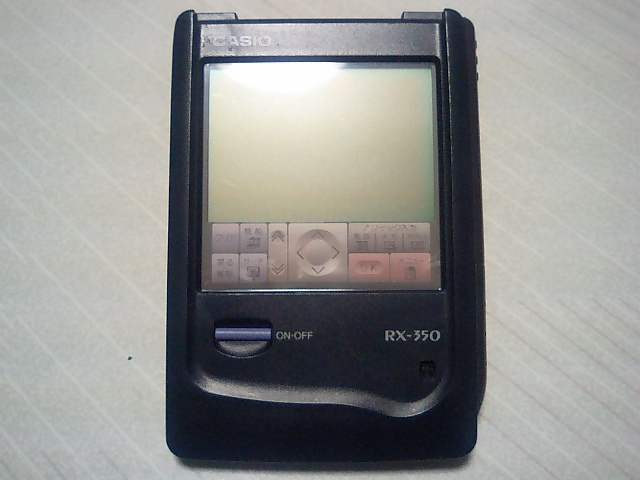
CASIO OPINION RX-350

OPINION（オピニオン）は、カシオ計算機が発売した電子手帳のシリーズ名である。

## 概要
最初期の機種からタッチパネルとドットマトリクス液晶を採用し、本体を片手で持ちつつ専用のペンで操作できるスタイルを守りつづけている。
初代RX-200の後継機種であるRX-350は、電子手帳としては世界で初めてカラー液晶を搭載した製品として注目を集めた。
初期のシリーズと現行シリーズとの機能差やスペック差はほとんどなく、現在はシャープのザウルス同様、PDAに分類される場合もある。
現在、電子手帳やPDAが持つ主要機能の多くは普及が目覚ましい携帯電話に代替させる事が可能となってきており、そうした端末を使用しつつ、且つ便利なモバイル端末となると、かなり必要機能が限定される事となる。
仕様的に旧世代のOPINIONが現行商品として未だ販売され、受け入れられている背景には、PDAに高機能を求めるユーザーとは対照的に、携帯端末等の機能と重複する無駄な機能が少ない低価格な製品を望む声が多く存在し得る実情がある。
事実、同社のアンケート調査で購入者の多くは、OPINIONの手書きメモやToDo、スケジュール管理といった特定の機能に魅力を感じて購入したと解答している。

## 主な機能と仕様
- 電話帳
- メモ帳
- 手書きフリーメモ
- ToDo機能
- スケジュール表
- 世界時計
- カレンダー
- 漢字辞書
- 電卓
- Windows通信機能

RX-350より後継の上位モデルは全てカラー液晶を搭載する。
カラー、モノクロ共に、127×64ドットのマトリクス液晶を採用している。
ただし、ゲームボーイカラーの様な反射型液晶であり、バックライトは搭載されていない。
電源は単4型乾電池2本で駆動し、バックアップ用としてボタン電池（CR2032）を1個使用する。
最長データ保持期間は機種に応じて異なるが、おおむね5年である。

## 特徴
全ての機種で直感的な操作が行える事に重きをおいて設計されており、起動すると机上の画像が表示される。
その上に描かれているメモ帳、本棚といった画像をペンでクリックする事で、各機能が呼び出せるようになっている。
文字入力はソフトウェアキーボードで行う。